# Alfredo Zacarías
Alfredo Héctor Zacarías Bustos (Ciutat de Mèxic, 21 de novembre de 1941) és un guionista, productor i director de cinema mexicà. És fill del Miguel Zacarías i cosí del director de cinema René Cardona Jr. (1939-2003).
Va començar a escriure els seus primers guions el 1960 i va participar en almenys una pel·lícula com a guionista cada any a partir del 1962. A partir dels anys vuitanta, les seves obres van disminuir significativament. Des de mitjan dels anys seixanta també va treballar com a productor i director de cinema, sovint junt amb el seu pare. A finals de la dècada del 1960 va crear el personatge "Capulina" amb Gaspar Henaine, del que en va fer diverses pel·lícules que foren gran èxit de taquilla.
Amb The Bees va participar en la secció competitiva del XI Festival Internacional de Cinema Fantàstic i de Terror (1978) on va guanyar la medalla de plata als millors efectes especials. Aquesta pel·lícula i Demonoid: Messenger of Death foren emeses al canal de televisió alemany Tele 5 dins del programa Die schlechtesten Filme aller Zeiten (les pitjors pel·lícules de tots els temps.

## Filmografia
- 1967: The Bandits
- 1967: Ven a cantar conmigo
- 1968: Operación carambola
- 1968: Un extraño en la casa
- 1969: Mi padrino
- 1970: Capulina corazón de leon
- 1970: Capulina Speedy Gonzalez
- 1970: El Hermano Capulina
- 1970: Jóvenes de la Zona Rosa
- 1970: La vida de Chucho el Roto
- 1970: Los amores de Chucho el Roto
- 1970: Yo soy Chucho el Roto
- 1971: El inolvidable Chucho el Roto
- 1972: Me he de comer esa tuna
- 1972: Ni solteros, ni casados
- 1973: 'Capulina contra las momias' (El terror de Guanajuato)
- 1973: El caballo torero
- 1976: El karateca azteca
- 1977: Lo veo y no lo creo
- 1978: The Bees
- 1981: El rey de Monterrey
- 1981: Demonoid: Messenger of Death
- 1982: El naco mas naco
- 1983: El sargento Capulina
- 1989: Crime of Crimes
- 1991: Las nachas
- 2001: The Pearl